# Falácia do holofote
Falácia do holofote é um erro de raciocínio lógico que consiste em assumir que, aquilo que recebe maior atenção da mídia ou da imprensa deva ser aquilo que ocorre com maior frequência, ou que tenha maior importância relativa. Este raciocínio é falho por que a atenção da mídia pode ser direcionada para determinado assunto por motivos diversos, e não necessariamente em decorrência de uma maior importância relativa ou aumento na frequência de ocorrências daquele evento.

## Exemplos
- Os casos de pedofilia estão aumentando, a mídia vem reportando muito mais casos deste tipo neste ano do que nos anos anteriores.
- O terrorismo na Europa é mais frequente do que no Oriente Médio, pois a mídia francesa publica muito mais artigos sobre terrorismo na Europa do que sobre terrorismo nos países do Oriente Médio.
- Nas semanas seguintes a morte de Michael Jackson, a imprensa americana noticiou com muito mais frequência este evento do que o declínio do nível de ensino, logo, a morte de Michael Jackson é mais importante do que a queda na qualidade de ensino.

No caso da pedofilia, talvez a quantidade de ocorrência de casos assim tenha se mantido estável nos últimos anos, e somente agora a mídia tenha se interessado em dar mais cobertura ao assunto. Motivos plausíveis para esta mudança poderiam envolver o fato do assunto ter sido trazido a tona recentemente por algum movimento ativista ou político influente, ou em decorrência de ter acontecido algum caso dramático envolvendo alguma pessoa ilustre.
No caso do terrorismo, talvez o número de atentados no Oriente Médio seja muito maior do que os ocorridos na Europa. Provavelmente os casos de terrorismo ocorridos na Europa recebam maior atenção da mídia francesa, pelo motivo dos atentados terroristas ocorridos em território europeu afetar muito mais diretamente a vida dos franceses do que aqueles ocorridos no Orienta Médio.
No caso da morte de Michael Jackson em comparação ao declínio da educação americana, é sensato concluir que o segundo caso afeta um número muito maior de pessoas do que o primeiro, o que lhe conferiria maior importância relativa. Mas o primeiro caso é muito mais dramático por envolver uma celebridade mundialmente famosa, e este talvez seja o motivo da morte de Michael Jackson ter atraído muito mais atenção da mídia nas semanas seguintes ao ocorrido do que o fato do nível da educação americana estar decaindo.